# 사이토시
사이토시(일본어: 西都市)는 일본 미야자키현의 거의 중앙에 있는 시로, 일본 최대급 고분군인 "사이토바루 고분군"으로 알려져 있다.

## 지리
미야자키현에서 5번째 면적을 가지는 시이며 전체 면적의 70%가 산악 지대이다.
시 북서쪽에서 남동쪽을 향해 히토쓰세강이 가로지른다. 상류부에서는 무수한 작은 하천이 계곡을 만들고 그러한 흐름이 모여 규슈 최대의 저수량을 자랑하는 히토쓰세댐(메라호)을 형성한다. 하류에는 미야자키 평야가 펼쳐지고 원예 농업, 축산업이 번성하며 서해안의 홍적층 대지에는 사이토바루 고분군이 있다. 중심 시가지는 쓰마 신사의 남방으로 펼쳐진 쓰마 지구이다.

## 인접하는 자치체
- 미야자키시
- 고유군 다카나베정, 기조정, 신토미정, 니시메라촌
- 히가시모로카타군 구니토미정
- 히가시우스키군 미사토정, 시바촌

## 역사
사이토는 일본 최대의 고분 밀집지이며 일본사에서 유수한 규모의 고대 국가가 이 땅에 존재했다고 추정된다. 율령기에는 현재 시의 중심부인 쓰마 지구에 휴가국 국부와 고쿠분지가 놓여 휴가국의 중심지로 번창했다. 무로마치 시대, 센고쿠 시대에는 휴가국의 지토, 이토씨가 도노코리성을 중심으로 이곳을 지배했다. 이토씨의 몰락 후 도노코리성에는 시마즈 요시히사가 입성해 도요토미 히데요시의 규슈 정벌 전진기지가 되었지만 전쟁이 끝난 뒤 폐성되었다. 에도 시대에는 쓰마·호키타 지구가 천령(막부 직할령)이 되었고 산자이·미노·도노코리 지구는 사도하라번 시마즈씨의 2만 7천 석 영지에 속했다.
근대 이후로는 미야자키~스기야스 간에 철도가 부설되어 히토쓰세강 유역의 농산물·목재 집산지로 번창했다. 1955년에 고유군 쓰마정·가미호키타촌이 합병해 사이토정이 놓였고 1958년에 미노촌·도노코리촌을 통합하여 시로 승격하였으며 1962년에 산자이촌·히가시메라촌을 합병해 현재의 시역을 가지기에 이르렀다. 1960년대에 히토쓰세댐이 건설될 무렵에 인구는 5만 명을 넘었다. 1980년대 초반에는 시가지 재개발을 진행하여 한때는 지방 소도시 재개발 성공 사례로 주목받았으나 이후 인구 감소와 저출산 고령화의 진전, 교외형 점포의 진출로 인해 중심 시가지는 쇠퇴하고 있다.
미야자키 도시권의 확대와 도로망의 정비로 시 남부 지역은 미야자키시의 베드타운 성격을 약간 띠고 있지만 인구는 감소하고 있다. 2001년에는 히가시큐슈 자동차도 기요타케~사이토 구간이 개통했다.

## 경제
농업과 축산업이 중심이다.

## 교통

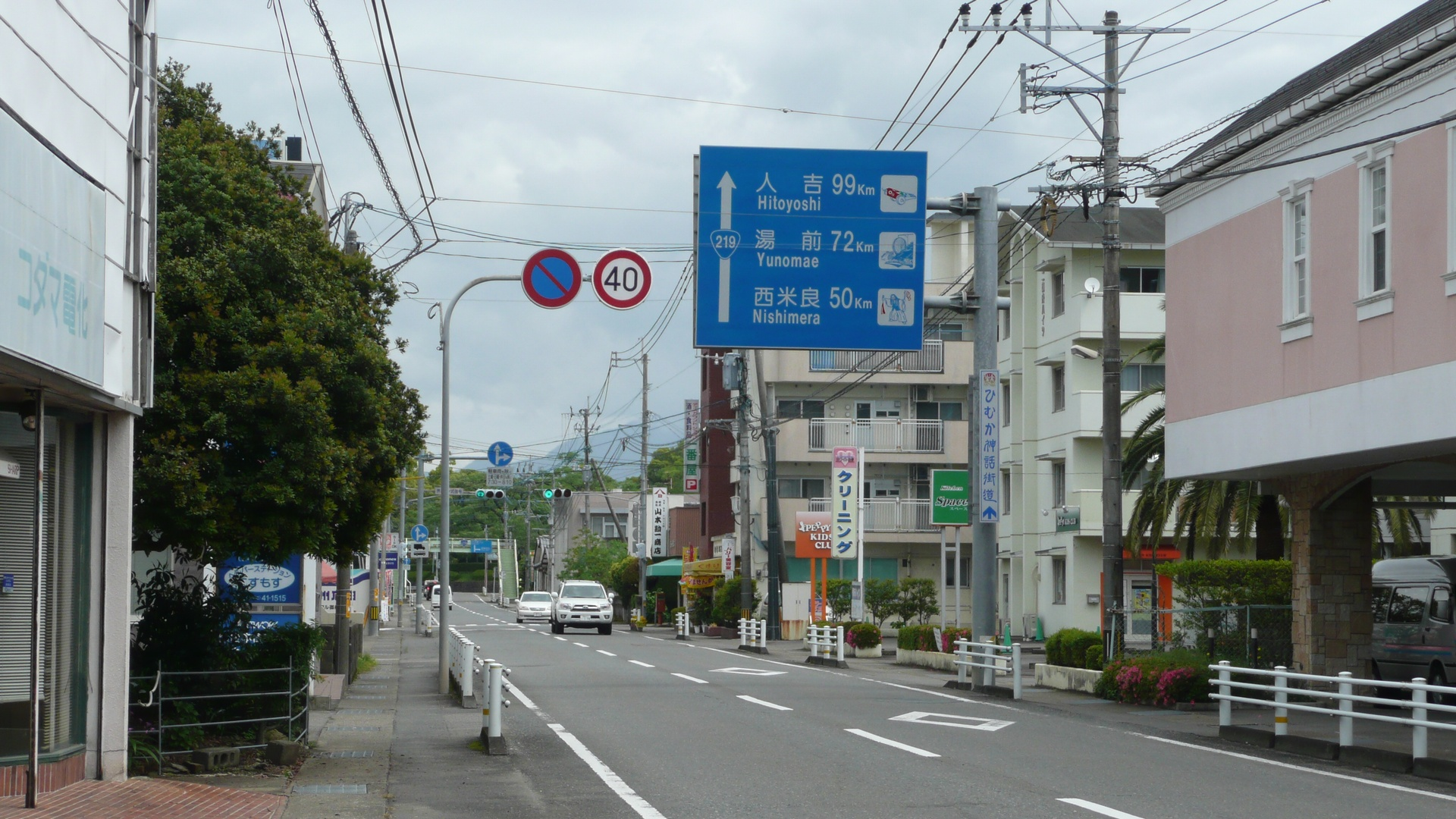
시 중심부를 지나는 국도 219호선

### 도로
- 히가시큐슈 자동차도
- 국도 219호선

## 인구
| 연도                        | 인구   | ±%     |
| --------------------------- | ------ | ------ |
| 1960                        | 50,138 | —      |
| 1965                        | 42,543 | −15.1% |
| 1970                        | 38,509 | −9.5%  |
| 1975                        | 37,054 | −3.8%  |
| 1980                        | 37,836 | +2.1%  |
| 1985                        | 38,370 | +1.4%  |
| 1990                        | 37,218 | −3.0%  |
| 1995                        | 36,331 | −2.4%  |
| 2000                        | 35,381 | −2.6%  |
| 2005                        | 34,087 | −3.7%  |
| 2010                        | 32,617 | −4.3%  |
| 2015                        | 30,683 | −5.9%  |
| 2020                        | 28,610 | −6.8%  |
| Saito population statistics |        |        |

## 기후
| 사이토시의 기후                                              | 사이토시의 기후 | 사이토시의 기후 | 사이토시의 기후 | 사이토시의 기후 | 사이토시의 기후 | 사이토시의 기후 | 사이토시의 기후 | 사이토시의 기후 | 사이토시의 기후 | 사이토시의 기후 | 사이토시의 기후 | 사이토시의 기후 | 사이토시의 기후  |
| 월                                                           | 1월             | 2월             | 3월             | 4월             | 5월             | 6월             | 7월             | 8월             | 9월             | 10월            | 11월            | 12월            | 연간             |
| ------------------------------------------------------------ | --------------- | --------------- | --------------- | --------------- | --------------- | --------------- | --------------- | --------------- | --------------- | --------------- | --------------- | --------------- | ---------------- |
| 역대 최고 기온 °C (°F)                                       | 25.1 (77.2)     | 25.1 (77.2)     | 27.5 (81.5)     | 31.4 (88.5)     | 33.1 (91.6)     | 35.2 (95.4)     | 38.4 (101.1)    | 38.2 (100.8)    | 36.4 (97.5)     | 32.0 (89.6)     | 29.4 (84.9)     | 24.3 (75.7)     | 38.4 (101.1)     |
| 일평균 최고 기온 °C (°F)                                     | 13.2 (55.8)     | 14.2 (57.6)     | 17.0 (62.6)     | 21.3 (70.3)     | 24.9 (76.8)     | 27.0 (80.6)     | 31.5 (88.7)     | 32.3 (90.1)     | 29.3 (84.7)     | 25.0 (77.0)     | 20.1 (68.2)     | 15.1 (59.2)     | 22.6 (72.6)      |
| 일일 평균 기온 °C (°F)                                       | 6.8 (44.2)      | 8.3 (46.9)      | 11.6 (52.9)     | 16.0 (60.8)     | 19.9 (67.8)     | 22.8 (73.0)     | 26.8 (80.2)     | 27.4 (81.3)     | 24.5 (76.1)     | 19.5 (67.1)     | 14.0 (57.2)     | 8.7 (47.7)      | 17.2 (62.9)      |
| 일평균 최저 기온 °C (°F)                                     | 1.1 (34.0)      | 2.6 (36.7)      | 6.3 (43.3)      | 10.7 (51.3)     | 15.1 (59.2)     | 19.2 (66.6)     | 23.0 (73.4)     | 23.6 (74.5)     | 20.7 (69.3)     | 14.7 (58.5)     | 8.7 (47.7)      | 3.0 (37.4)      | 12.4 (54.3)      |
| 역대 최저 기온 °C (°F)                                       | −6.9 (19.6)     | −7.7 (18.1)     | −4.0 (24.8)     | 0.5 (32.9)      | 6.5 (43.7)      | 11.5 (52.7)     | 14.9 (58.8)     | 16.5 (61.7)     | 10.2 (50.4)     | 3.2 (37.8)      | −2.3 (27.9)     | −5.9 (21.4)     | −7.7 (18.1)      |
| 평균 강수량 mm (인치)                                        | 70.3 (2.77)     | 96.1 (3.78)     | 166.3 (6.55)    | 202.4 (7.97)    | 237.0 (9.33)    | 507.1 (19.96)   | 340.4 (13.40)   | 272.8 (10.74)   | 321.5 (12.66)   | 166.0 (6.54)    | 99.4 (3.91)     | 68.1 (2.68)     | 2,547.3 (100.29) |
| 평균 강수일수 (≥ 1.0 mm)                                     | 6.0             | 7.1             | 10.7            | 10.3            | 10.9            | 16.3            | 11.5            | 12.4            | 12.3            | 8.0             | 7.6             | 5.6             | 118.7            |
| 평균 월간 일조시간                                           | 184.1           | 169.3           | 184.0           | 186.2           | 177.7           | 111.2           | 187.3           | 199.3           | 153.0           | 175.0           | 162.7           | 177.5           | 2,067.3          |
| 출처: 일본 기상청 (평년값: 1991년~2020년, 극값: 1977년~현재) |                 |                 |                 |                 |                 |                 |                 |                 |                 |                 |                 |                 |                  |